# Нарибаев, Купжасар Нарибаевич
Купжасар Нарибаевич Нарибаев (каз. Нарібаев Көпжасар Нәрібайұлы; 3 июня 1938, с. Бектобе, Джамбульский район, Джамбульская область, Казахская ССР, СССР — 22 июня 2020, Алма-Ата, Казахстан) — доктор экономических наук, профессор, академик Национальный Академии Наук Республики Казахстан, крупный организатор высшей школы, известный педагог, общественный и государственный деятель Республики Казахстан. Является действительным членом нескольких международных зарубежных Академий наук.
Опубликовал 300 научных работ общим объёмом 530 п. л., из них 30 книг и монографий, 15 брошюр.
Государственный и общественный деятель в качестве министра высшего и среднего специального образования Казахстана, депутата Верховного Совета КазССР двух созывов и члена ЦК Компартии Казахстана. Ректор Казахского национального университета имени аль-Фараби Казахского национального университета имени аль-Фараби в течение 10 лет.

## Семья
- Сын — Нарибаев Марат Купжасарович, доктор экономических наук;
- Дочь — Нарибаева Эльвира Купжасаровна, кандидат технических наук;
- Дочь — Нарибаева Надежда Купжасаровна, кандидат юридических наук;
- Внуки — Ельжан, Елжасар, Назар, Чингиз, Таиржан, Амина и София.
- Супруга — Валентина Павловна Нарибаева.

Хобби — чтение мемуарной литературы, поэзии, фольклора и истории Казахстана.

## Образование
- 1945—1949 — Начальная школа в селе Бектобе Джамбульского района Джамбульской области.
- 1949—1952 — Семилетняя школа в селе Кзыл-Шарык Джамбульского района Джамбульской области.
- 1952—1955 — Средняя школа N2 38 в г. Джамбул (ныне Тараз).
- 1955—1960 — Экономический факультет КазГУ им. С. М. Кирова (ныне Казахский национальный университет имени аль-Фараби).
- 1960—1963 — Аспирантура Московского финансового института, ныне Финансовый университет при Правительстве Российской Федерации.
- 1964 — Защитил в Московском финансовом институте диссертацию на соискание учёной степени кандидата экономических наук на тему «Развитие современных форм учёта в условиях его механизации».
- 1977 — Институт Управления при Государственном комитете по науке и технике СССР, г. Москва.

## Учёные степени
- 1980 — Доктора экономических наук. Тема диссертации — «Совершенствование организации учёта и управления с использованием вычислительной техники (опыт США и СССР)».Защитил в Московским финансовом институте
- 1982 — Профессор по специальности «экономика».
- 1994 — Член-корреспондент Национальной АН Республики Казахстан, г. Алматы, ныне Академия наук Казахстана.
- 1994 — Академик Международной академии наук Высшей школы, г. Москва.
- 1995 — Академик Академии наук высшей школы РК, г. Алматы.
- 1996 — Академик Академии экономических наук Украины, г. Киев.
- 1998 — Академик Международной экономической академии Евразии, г. Алматы.
- 2003 — Академик Национальной академии наук Республики Казахстан, г. Алматы, ныне Академия наук Казахстана.
- 2005 — Академик Академии педагогических наук Казахстана, г. Алматы.

## Трудовая деятельность
- 1964—1976 — Старший преподаватель, доцент, декан, заведующий кафедрой, проректор по научной работе Алма-Атинского института народного хозяйства, ныне Казахский экономический университет имени Т. Рыскулова.
- август 1973 — июнь 1974 — Стажёр-исследователь Принстонского, Флоридского, Нью-Йоркского университетов США.
- 1976—1983 — Заместитель министра высшего и среднего специального образования Казахской ССР.
- 1983—1987 — Министр высшего и среднего специального образования Казахской ССР.
- 1987—1990 — Ведущий научный сотрудник, заведующий отделом проблем управления Института экономики Академии наук Казахской ССР.
- 1990—1991 — Заместитель председателя Государственной комиссии Совета Министров Казахской ССР по экономической реформе.
- 1991—2001 — Ректор, Казахский национальный университет имени аль-Фараби.
- 2002—2006 — Проректор, Алматинский технологический университет.
- 2006 — Главный научный сотрудник Института экономики Министерства образования и науки РК.

## Участие в общественно-политической жизни
- 1964—1965 — Секретарь Комитета комсомола Алма-Атинского института народного хозяйства (АИНХ).
- 1970—1972 — Секретарь партийной организации учётно-экономического факультета АИНХ.
- 1970 — Участник и докладчик на Всесоюзной конференции по машинной обработке данных (г. Москва).
- 1972—1976 — Ученый секретарь диссертационного совета АИНХ по присуждению учёных степеней кандидата экономических наук.
- 1972—1976 — Научная стажировка в США.
- 1975—1976 — Председатель Калининской районной организации общества «Знание» КазССР
- 1975—1977 — Депутат Калининского райсовета народных депутатов, г. Алма-Ата.
- 1976—1989 — Член Президиума Республиканского общества «Знание» Казахской ССР.
- август 1977 — Руководитель делегации Общества «Дружбы» КазССР в Индии.
- 1978—1983 — Член диссертационного совета АИНХ по присуждению учёных степеней кандидата экономических наук.
- сентябрь 1982 — Участник и лектор выставки «Казахстан» в Югославии, г. Сараево.
- февраль 1984 — Руководитель делегации МинВУЗа СССР в Кампучии.
- 1985 — Участник и докладчик на Международном Симпозиуме ЮНЕСКО по проблемам демократизации образования, Франция, г. Париж.
- 1984—1987 — Депутат Верховного Совета Казахской ССР.
- 1986—1990 — Член ЦК Компартии Казахстана.
- 1991—1999 — Член Президиума ВАК РК, позже ДАНК МН-АН РК.
- июнь 1993 — Чтение лекций в Институте Стран Ближнего Востока Японского Международного Университета (Япония, г. Токио).
- сентябрь 1993 — Участник семинара «Дни Казахстана» во Франции (г. Париж, Ренн).
- октябрь 1993 — Участник конференции Международной Ассоциации Университетов (Египет, г.Александрия).
- январь-февраль 1994 — По приглашению посла США в Казахстане участник программы Информационного Агентства США «Управление * высшими учебными заведениями» (США).
- 1994—1996 — Председатель диссертационного совета КазГУ им. Аль-Фараби по присуждению учёных степеней кандидата экономических наук.
- сентябрь 1994 — Участник и докладчик семинара Евразийской Ассоциации Университетов (Германия).
- 1994—2002 — Член Президиума Комитета по Государственным премиям Республики Казахстан в области науки, техники и образования при Правительстве Республики Казахстан.
- февраль 1995 — Участник Генеральной конференции Международной Ассоциации Университетов (МАУ) (Индия, г. Дели).
- июнь 1995 — Участник международной конференции ректоров Вузов тюркоязычных стран мира (г. Бишкек).
- июнь 1995 — Участник учредительной конференции Международной сети Сотрудничества Университетов Европы и Азии (Италия, г. Рим).
- 1995—1998 — Член коллегии Министерства образования РК, позже член кол¬легии Комитета образования Министерства образования, культуры и здравоохранения РК.
- 1996—1998 — Член Национального совета по государственной политике при Президенте РК.
- апрель 1996 — Участник и докладчик международной конференции, посвященной 50-летию Анкарского университета (Турция).
- май 1996 — Участник делегации общественных и государственных деятелей Казахстана в России во главе c Президентом Республики Казахстан.
- 1996—2000 — Член Высшего экономического Совета при Президенте РК.
- 1996—2001 — Член Национальной Комиссии Казахстана по делам ЮНЕСКО.
- 1996—1999 — Член Бюро Отделения общественных наук HAH РК.
- 1996—2008 — Член диссертационного совета КазГУ им. Аль-Фараби по присуждению учёной степени доктора Экономических наук
- ноябрь 1997 — Участник IV-го международного съезда МАУ (Таиланд, г. Бангкок).
- 1997 — Член Организационного Совета международной школы -семинара по проблеме «Инновационные модели обучения в магистратуре», г. Алмать.
- октябрь 1998 — Участник и докладчик Всемирной конференции ЮНЕСКО по проблемам высшего образования (Франция, г. Париж).
- март 2000 — Участник и основной докладчик на Первой международной конференции университетов стран СНГ и Балтии, г. Москва, МГУ.
- октябрь-ноябрь 2000 — Участник международного семинара ректоров (Бельгия, Франция)
- май 2001 — Подписание Международного Договора c шанхайским и Пекинским университетами КНР (Китай).
- 2002—2006 — Руководитель научно-методологического семинара для преподавателей Алматинекого технологического университета.
- 2006 — Руководитель общества «Казак тілі» ИЭ МОИ РК.
- 2007 — Член Экспертно-консультативного совета Счетного комитета по контролю за исполнением республиканского бюджета.
- 2008 — Член диссертационного совета при Институте экономики по защите докторских диссертаций.
- 2008 — Член и заместитель председателя Республиканского Совета по развитию образования МОН РК.

## Награды
- 1970 — Медаль «За доблестный труд. В ознаменование 100-летия со дня рождения Владимира Ильича Ленина».
- 1971 — Почетная грамота ЦК ЛКСМ Казахстана (г. Алматы).
- 1977 — Почетная грамота Минвуза СССР (июль, г. Москва).
- 1980 — Почетная грамота ЦК профсоюза работников просвещения, высшей школы и научных учреждений СССР (август, г. Москва).
- 1981 — Орден «Знак Почёта».
- 1983 — Почетная грамота Всесоюзного общества «Знание» (январь, г. Москва).
- 1984 — Медаль «Заслуженный интеллигент» (март, Монголия).
- 1984 — Почетная грамота ЦК ВЛКСМ (июль, г. Москва).
- 1985 — Почетная грамота Союза советских обществ дружбы и культурной связи c зарубежными странами (г. Москва).
- 1996 — Удостоен звания «Заслуженный деятель науки и техники Казахстана».
- 1998 — Медаль «Астана».
- 2000 — Удостоен звания «Международный человек года-2000». Международный биографический центр, Великобритания.
- 2001 — Почетный работник образования Республики Казахстан.
- 2001 — Удостоен звания «Один из 500 основателей 21 века в области развития науки и образования». Международный биографический центр, Великобритания.
- 2008 — Орден Парасат.

## Научные труды
- «Комплексная механизация обработки учётной информации» (8,1 п.л., изд. «Казахстан», 1969 г.),
- «Машинная обработка учётно-экономической информации (12 п.л., Минвуз, АИНХ, 1971 г.),
- „Механизация учётно-вычислительных работ“ (9,0 п.л., изд. „Кайнар“, 1970 г.),
- „Механизация бухгалтерского учёта“ (8,4 п.л., изд. „Пищевая промышленность“, Москва, 1972 г.),
- „Механизация учёта в сельскохозяйственных предприятиях“ (1З,5 п.л. изд. „Статистика“, Москва, 1974 г.)
- „Методы научных исследований в экономике“ (учебное пособие)»
- «Некоторые проблемы функционирования и регулирования рыночной экономики»
- «Формирование и регулирование рынка ценных бумаг»
- «Формирование промышленной политики Казахстана в условиях рынка»

## Книги
- 1966 — «Кайнар» баспасы.
- 1971 — «Есеп жұмыстарын механикаландыру» («Кайнар»).
- «Колхоздагы тексеру мен бақылау жұмысы» («Кайнар» баспасы, 5,2 б.т.)
- «Есеп жұмыстарын механикаландыру» («Кайнар», 1971 г., 9,2 б.т.)
- «Колхоз бен совхоздағы бұхгалтерлік есепті уйымдастару» («Кайнар», 1971 г., 12,3 б.т.)
- Экономикалық ілімдер тарихы", учебное пособие.
- «Экономикалык теория негіздері», учебник.
- «Менеджмент», учебник.

## Монографии
- 1976 «Зарубежный опыт применения ЭВМ в организации учёта и управления производством» (КазНИИНТИ).
- 1976 «Опыт США по подготовке кадров и организации консультационной деятельности в сфере учёта и управления производством» (КазНИИНТИ).
- 1978 — «Основные тенденции современного развития учёта в СССР и США» (изд. КазГУ).
- 1979 — «Организация бухгалтерского учёта в США» (изд. «Финансы»).
- 1983 — Организация и методология бухгалтерского учёта в условиях АСУ" (изд. «Финансы и статистика», Москва).